# 용인중앙도서관
용인중앙도서관은 경기도 용인시 처인구에 있는 시립 도서관이다.

## 개요
대지면적 9,944m2, 건물 연면적 3,608m2의 지하 1층·지상 3층 건물이다. 지하 1층에 종합자료실과 도서·향토 자료·점자 자료를 구비한 참고향토자료실이 있으며, 2층에는 PC활용 및 인터넷·프린트·스캐너·DVD 자료를 이용할 수 있는 전자정보자료실과 문화교실·독서교실 등을 여는 세미나실이 있다. 3층에는 여자열람실과 남자열람실, 그리고 일반인이 우선적으로 이용할 수 있는 일반열람실이 있다. 지하에는 식당 및 휴게실이 있다.
좌석은 총 350석이며 별관으로는 2005년 10월 개관한 유아·어린이 전용도서관인 용인어린이도서관이 있다.
행정구역이 넓은 용인시의 특성상 이동도서관이 존재하며, 이외에도 분관으로 구갈희망누리도서관과 양지해밀작은도서관이 있다. 용인 관내의 다른 지역인 구성·동백·수지·죽전·포곡·기흥에도 시립도서관이 있으며, 인터넷 상에서 전자책도서관도 운영한다.

## 이용 안내
이용 시간
휴관일
- 매월 두 번째, 네 번째 월요일: 시설 전체 휴관
- 명절(신정, 설연휴, 추석연휴): 시설 전체 휴관
- 법정공휴일: 열람실만 개방(09:00~18:00)
- 도서관의 특별한 사정으로 인한 휴관